# Jan Smeekens
Jan Smeekens, né le 11 février 1987 à Raalte, est un patineur de vitesse néerlandais spécialiste du 500 m.

## Palmarès en patinage de vitesse

### Jeux olympiques d'hiver
| Épreuve / Édition   | 500 mètres                         | 1 000 mètres | 1 500 mètres | 5 000 mètres | 10 000 mètres | Mass start | Poursuite par équipes |
| JO 2010 Vancouver   | 6e                                 | —            | —            | —            | —             | —          | —                     |
| JO 2014 Sotchi      | Médaille d'argent, Jeux olympiques | —            | —            | —            | —             | —          | —                     |
| JO 2018 Pyeongchang | 10e                                | —            | —            | —            | —             | —          | —                     |

Légende :
- : première place, médaille d'or
- : deuxième place, médaille d'argent
- : troisième place, médaille de bronze
- : pas d'épreuve
- — : Non disputée par le patineur
- DSQ : disqualifiée

### Championnats du monde
- Médaille de bronze sur 500 m en 2011 à Inzell
- Médaille de bronze sur 500 m en 2013 à Sotchi

### Coupe du monde
- Vainqueur du classement du 500 m en 2013.
- 25 podiums dont 14 victoires.